# Barnt Green
Barnt Green är en ort och civil parish i Storbritannien.   Den ligger i grevskapet Worcestershire och riksdelen England, i den södra delen av landet, 160 km nordväst om huvudstaden London. Barnt Green ligger 196 meter över havet och antalet invånare är 5 366.
Terrängen runt Barnt Green är huvudsakligen platt. Barnt Green ligger uppe på en höjd. Runt Barnt Green är det tätbefolkat, med 397 invånare per kvadratkilometer. Närmaste större samhälle är Birmingham, 15,4 km nordost om Barnt Green. Omgivningarna runt Barnt Green är en mosaik av jordbruksmark och naturlig växtlighet.